# Adesmus vulcanicus
Adesmus vulcanicus là một loài bọ cánh cứng trong họ Cerambycidae.